# Рунеч
Рунеч (на словенски: Runeč) е село в Словения, Подравски регион, община Ормож. Според Националната статистическа служба на Република Словения през 2015 г. селото има 166 жители.